# Dmitri Komornikov
Dmitri Komornikov (en russe : Дмитрий Коморников), né le 28 juillet 1981, est un nageur russe, spécialiste de la brasse.

## Biographie
En 2000, Dmitri Komornikov est champion d'Europe de l'épreuve du 200 m brasse et celle de relais 4 × 100 m 4 nages, lequel est notamment composé de Alexander Popov.
Lors de ses participations aux championnats du monde, il obtient, individuellement, une seule médaille de bronze en 1999, et en bassin de 25 m, pour l'épreuve du 200 m brasse, puis, avec l'équipe de relais 4 × 100 m 4 nages, une médaille d'argent et trois de bronze.

## Palmarès

### Championnats du monde de natation
- Championnats du monde de natation 2001 à Fukuoka  Japon
  -  médaille de bronze de l'épreuve de relais 4 × 100 m 4 nages (temps : 3 min 37 s 77) (Vladisav Aminov~Dmitri Komornikov~Vladislav Kulikov~Dmitry Chernychev)
- Championnats du monde de natation 2005 à Montréal  Canada
  -  médaille d'argent de l'épreuve de relais 4 × 100 m 4 nages (temps : 3 min 34 s 72) (Arkady Vyatchanin~Dmitri Komonikov~Igor Marchenko~Andrey Kapralov)
- Championnats du monde de natation 2007 à Melbourne  Australie
  -  médaille de bronze de l'épreuve de relais 4 × 100 m 4 nages (temps : 3 min 35 s 51) (Arkady Vyatchanin~Dmitri Komornikov~Nikolay Skvortsov~Evgeny Lagunov)

### Championnats du monde de natation en bassin de 25 m
- Championnats du monde de natation en petit bassin 1999 à Hong Kong  Chine
  -  médaille de bronze de l'épreuve du 200 m brasse (temps : 2 min 9 s 18)
- Championnats du monde de natation en petit bassin 2002 à Moscou  Russie
  -  médaille de bronze de l'épreuve de relais 4 × 100 m 4 nages (temps : 3 min 30 s 21) (Evgeny Alechine~Dmitri Komornikov~Igor Martchenko~Denys Pimankov)

### Championnats d'Europe de natation
- Championnats d'Europe de natation 1999 à Istanbul  Turquie
  -  médaille d'argent de l'épreuve du 200 m brasse (temps : 2 min 12 s 88)
  -  médaille de bronze de l'épreuve de relais 4 × 100 m 4 nages (temps : 3 min 41 s 18) (Sergey Ostapchuk~Dmitri Komornikov~Vladislav Kulikov~Alexander Popov)
- Championnats d'Europe de natation 2000 à Helsinki  Finlande
  -  médaille d'or de l'épreuve du 200 m brasse (temps : 2 min 13 s 09)
  -  médaille d'or de l'épreuve de relais 4 × 100 m 4 nages (temps : 3 min 39 s 29) (Vladislav Aminov~Dmitri Komornikov~Dmitry Chernyshev~Alexander Popov)
  -  médaille de bronze de l'épreuve du 100 m brasse (temps : 1 min 02 s 11)
- Championnats d'Europe de natation 2004 à Madrid  Espagne
  -  médaille d'argent de l'épreuve du 200 m brasse (temps : 2 min 12 s 02)

## Records
- Record du monde du 200 m brasse en GB le 14 juin 2003 à Barcelone, en 2 min 09 s 52. Si ce record du monde a depuis été battu par Kōsuke Kitajima puis Brendan Hansen, ce temps de 2 min 09 s 52 ne constitue plus le record d'Europe depuis 2008.